# 瓦雷纳 (特伦托)
瓦雷纳（義大利語：Varena），是意大利特伦托自治省的一个市镇。总面积23平方公里，人口827人，人口密度36.0人/平方公里（2009年）。ISTAT代码为022211。